# 皮亞尼察公路站
皮亞尼察公路站（羅馬化：Pyatnitskoe Shosse）是莫斯科地鐵的一個車站，位於莫斯科的西北部。該站是阿爾巴特－波克羅夫卡線在北端的端點車站。皮亞尼察公路站開通於2012年12月28日。